# Herb gminy Szemud
Herb gminy Szemud – symbol gminy Szemud, ustanowiony przez radnych 19 grudnia 1990.

## Historia
Herb został zaprojektowany przez zespół z Oddziału Gminnego Zrzeszenia Kaszubsko-Pomorskiego w Bojanie w skład którego wchodzili: lokalny historyk i prezes oddziału ZK-P Bolesław Bork, autorka projektu Elżbieta Bork-Kumiszcza i Lidia Wacławska jako konsultant. Projekt wziął udział w konkursie ogłoszonym 18 września 1990 przez Radę Gminy Szemud. Społeczna Radę Kultury, która zajmowała się oceną projektów pozytywnie zaopiniowała tylko jeden. 19 grudnia 1990 został on oficjalnie zaakceptowany przez radnych gminnych.

## Opis herbu

### Kolorystyka, elementy
Herb gminy Szemud składa się z tarczy herbowej w kolorach: zielonym (po prawej stronie i u góry) i niebieskim (po lewej stronie i na dole) ze złotą obwódką. Barwy te są elementem haftu szkoły wejherowskiej, używane są przez Kaszubów zarówno w strojach ludowych, jak i na sztandarach. Na stronie zielonej umieszczono złoty element haftu kaszubskiego oraz, z zachowanymi oryginalnymi barwami, gryfa kaszubskiego ze złotym dziobem i koroną na głowie. Natomiast na niebieskiej stronie znajduje się trąbka pocztowa koloru złotego, z której kielicha wystają trzy kłosy zboża i liść dębu wraz z dwoma żołędziami. Pod tarczą herbową znajduje się złota szarfa wraz ze stylizowanym napisem „Gmina Szemud".

### Symbolika
Elementy herbu gminy mają swoją bogatą symbolikę, wyjaśnioną przez autora herbu, Bolesława Borka: 
- Kolor zielony podkreśla leśny charakter gminy w której lasy stanowią 1/5 terenu oraz zieleń gruntów ornych i łąk.
- Kolor niebieski ukazuje bogactwo jezior i rzek (Otalżyno, Kamień, Marchowo Zachodnie i Wschodnie, Orzechowo, Gościcina, Zagórska Struga czy Kacza).
- Trąbka pocztowa przypomina. że kiedyś przez te tereny przebiegał trakt pocztowy z Gdańska do Berlina. Wraz z liściem dębu i dwoma żołędziami nawiązuje też do herbu rycerskiego rodu Uberfeltów z Koleczkowa.
- Dąb od zawsze był symbolem Kaszubów – mają oni hart ducha, silną wolę, są nieustępliwi w dążeniu do celu, a także chcą trwać na swojej ziemi. Jego liście po raz kolejny przypominają o leśnym charakterze regionu.
- Kłosy zboża symbolizują gospodarnych mieszkańców gminy.
- Gryf od wielu lat związany był z Kaszubami i ich regionem. W herbie gminy Szemud ma on również przypominać o poświęceniu mieszkańców w walce z okupantem podczas II wojny światowej (działających m.in. w Tajnej Organizacji Wojskowej „Gryf Pomorski”).
- Element haftu kaszubskiego wpleciony w skrzydło gryfa przypomina o kulturze tego regionu.
- Biało-czerwona szarfa oznacza przywiązanie do polskości Kaszubów i terenów gminy[4][5].